# Herb Międzyborza
Herb Międzyborza – jeden z symboli miasta Międzybórz i gminy Międzybórz w postaci herbu, określony w uchwale w sprawie statutu miasta z 30 sierpnia 2001 roku.. Herb taki pojawił się na pieczęciach miejskich w XVII w.

## Wygląd i symbolika
Herb stanowi jodła barwy zielonej w srebrnym polu przekreślona czerwonym krzyżem Świętego Andrzeja. Krzyż nawiązuje do dawnego patrona miejscowego kościoła.